# Nieuw-Annerveen
Pour les articles homonymes, voir Annerveen.
Nieuw-Annerveen est un village dans la commune néerlandaise d'Aa en Hunze, dans la province de Drenthe. Le 1er janvier 2008, le village comptait 123 habitants.